# Perła w koronie
Perła w koronie – polski film historyczno-obyczajowy z 1971 roku w reżyserii Kazimierza Kutza, drugie ogniwo tryptyku śląskiego tego samego reżysera, na który składały się także Sól ziemi czarnej (1969) oraz Paciorki jednego różańca (1979). Film, oparty na autentycznych wydarzeniach, ukazuje losy górników strajkujących przeciwko zamknięciu należącej do niemieckich przedsiębiorców kopalni węgla kamiennego w polskiej części Górnego Śląska w latach 30. XX wieku. Perła w koronie została pozytywnie przyjęta przez krytyków oraz widzów, zdobywając szereg nagród na międzynarodowych festiwalach (między innymi w Panamie oraz Mediolanie), a także otrzymując Grand Prix Lubuskiego Lata Filmowego.

## Fabuła

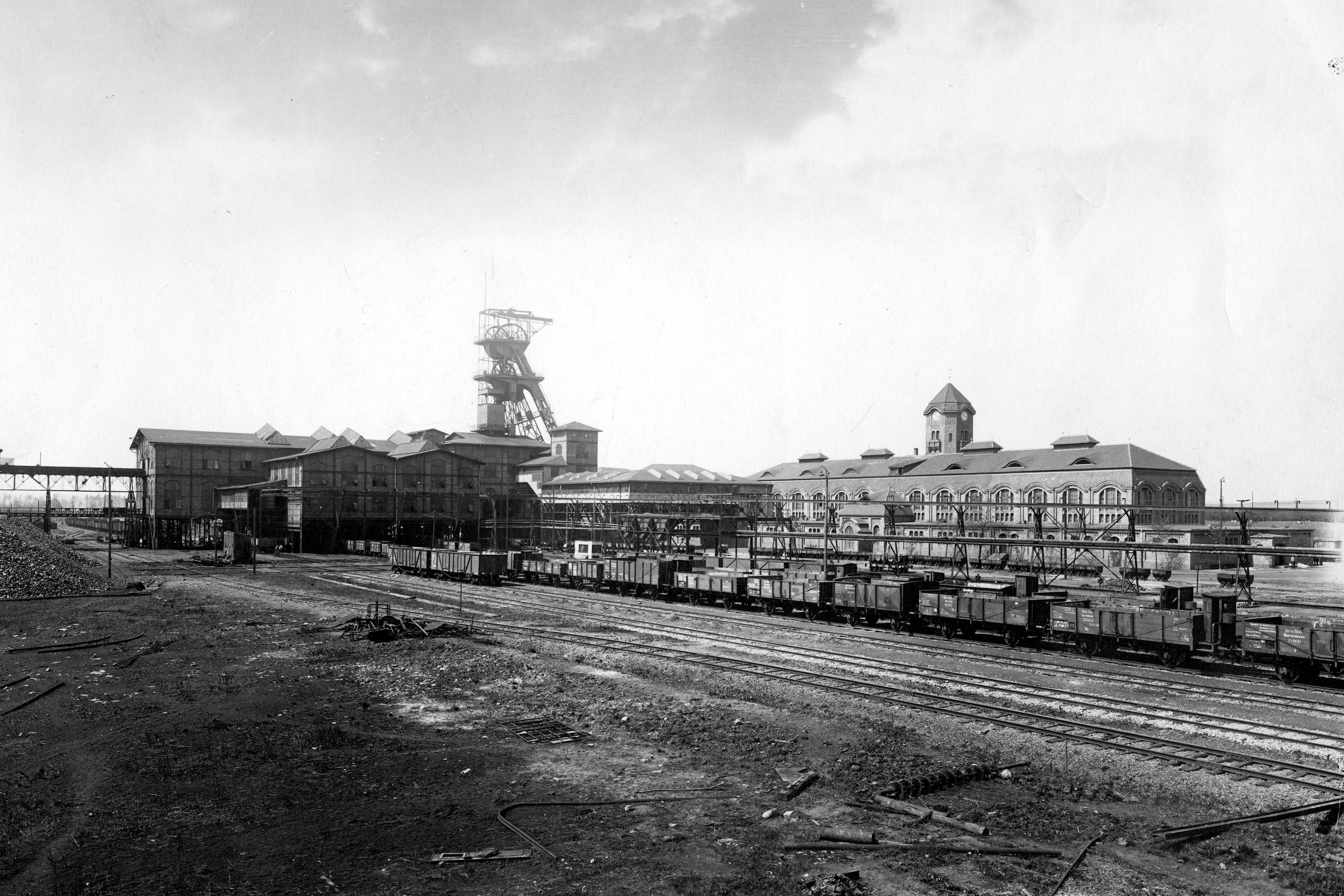
Kopalnia Giesche, pierwowzór filmowego miejsca akcji

Akcja filmu toczy się w sierpniu 1934 roku w polskiej (tj. wschodniej) części Górnego Śląska. Kopalnia węgla kamiennego „Zygmunt”, należąca wciąż do niemieckich przedsiębiorców, ma zostać zlikwidowana. Górnicy, pod przywództwem Huberta Sierszy, w obawie o utratę pracy ogłaszają strajk okupacyjny. Młody górnik Jaś, mąż i ojciec, pomimo obaw zostaje ze strajkującymi kolegami. Nieugięty zarząd kopalni chce zbyć strajkujących, obiecując ugodę z przywódcami strajku, jeśli górnicy opuszczą teren kopalni. Jednak na wieść o strajku przed terenem kopalni wiecują rodziny górników, wśród nich były powstaniec śląski Erwin. Siersza wysyła Grudnioka, członka komitetu strajkowego, do Warszawy z prośbą o interwencję rządu polskiego. Grudniok jednak informuje Erwina po swym powrocie, że rząd nie może wpłynąć na właściciela kopalni, który jest Niemcem.
W akcie desperacji górnicy ogłaszają strajk głodowy. Ponieważ dyrekcja kopalni nie godzi się na ustępstwa, policja próbuje zaprowadzić porządek, tłumiąc demonstrację rodzin strajkujących. Jednak górnicy przekazują zarządowi jasny komunikat, iż nie wyjdą z kopalni, nawet gdyby została ona zalana. Ostatecznie dyrekcja godzi się na ustępstwa. Ubrudzeni, wyczerpani górnicy wychodzą na powierzchnię, po czym podpisują ugodę z dyrekcją. Strajkujących pod kopalnią witają stęsknione rodziny. Skrajnie wycieńczony Jaś w swojej chałupie zmywa z siebie osad węgielny z pomocą oddanej mu żony, Wichty.

## Obsada
Źródło: filmpolski.pl
- Łucja Kowolik – Wichta
- Olgierd Łukaszewicz – Jaś
- Jan Englert – Erwin Maliniok

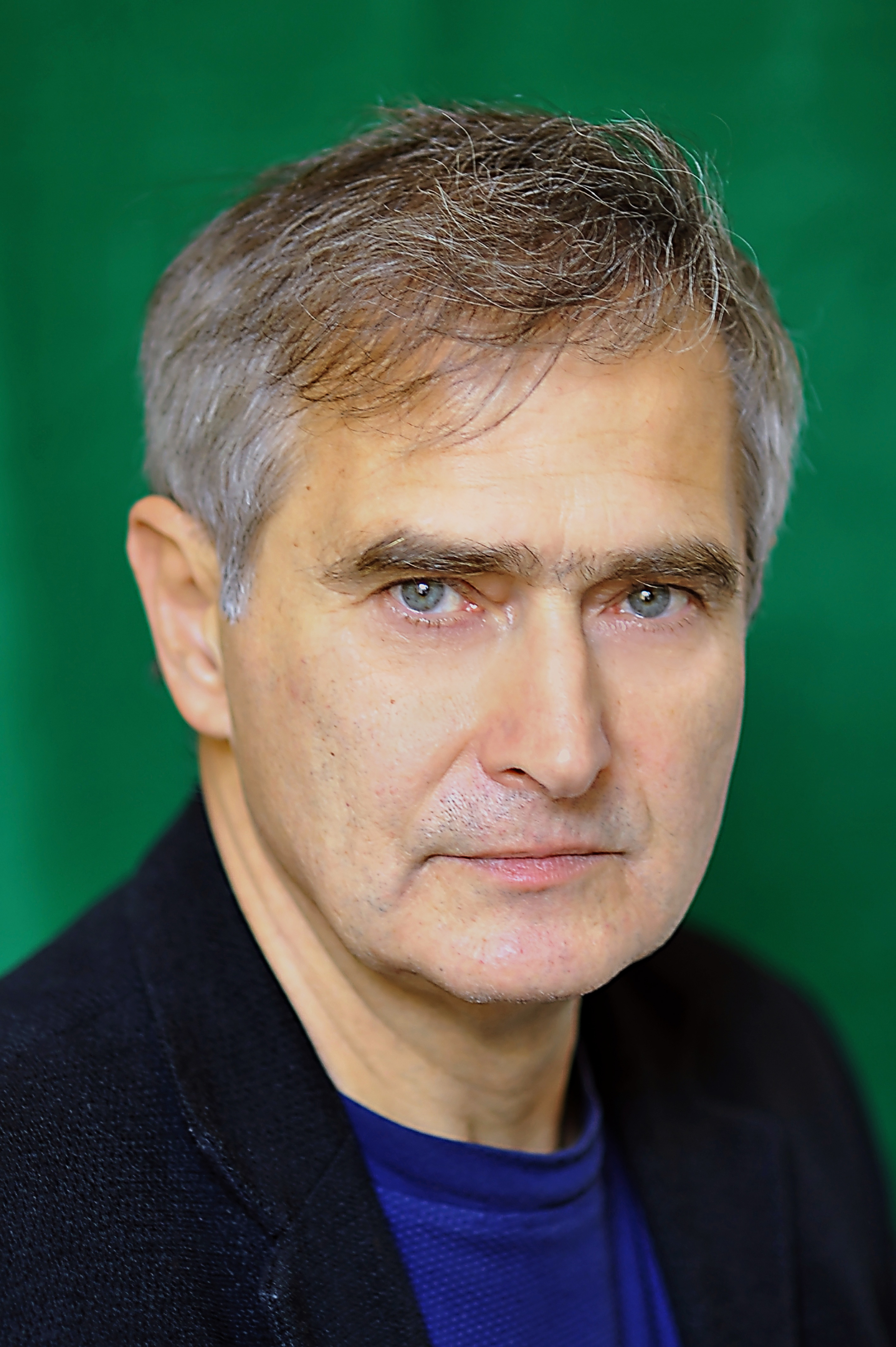
Olgierd Łukaszewicz, odtwórca roli Jasia (2011)

- Franciszek Pieczka – Hubert Siersza
- Jerzy Cnota – August Mol
- Bernard Krawczyk – Franciszek Bula
- Tadeusz Madeja – Ochman
- Henryk Maruszczyk – Alojz Grudniok
- Marian Opania – Albert
- Jerzy Siwy – Milenda
- Wojciech Alaborski – major Suchanek
- Antoni Jurasz – Kosela
- Andrzej Gazdeczka – Władek

## Produkcja

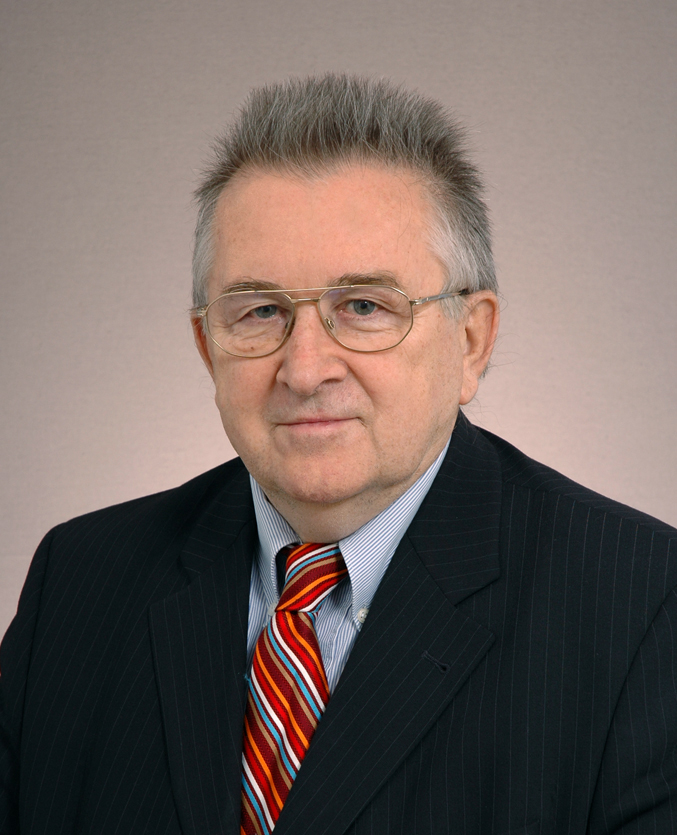
Kazimierz Kutz, reżyser filmu (2005)

Po sukcesie Soli ziemi czarnej Kazimierz Kutz zabrał się za stworzenie kolejnego filmu opowiadającego dzieje Ślązaków z perspektywy historycznej. Za inspirację dla reżysera Perły w koronie posłużył autentyczny strajk w kopalni Giesche w 1937 roku, w którym brały udział 3 tysiące górników. Wbrew obietnicy danej strajkującym zarząd oryginalnej kopalni doprowadził do jej likwidacji i zatopienia. W Perle w koronie Kutz kontynuował swój rozbrat z kulturą mieszczańską na rzecz odwołania się do wartości reprezentowanych przez kulturę plebejską: „Moją niemal maniakalną ideą jest szukanie pewnych określonych tradycji; także w Perle w koronie ta sprawa obchodzi mnie najgoręcej”.
Mimo że Krzysztof Zanussi po przeczytaniu scenariusza przekonywał Kutza, że „z tego nie da się nic zrobić”, reżyser Soli kontynuował realizację swego projektu, zachowując zarazem większą samodyscyplinę. Kutz zdecydował, że kopalnia, w której odbywa się strajk, zostanie zbudowana nie w łódzkim atelier, lecz w cechowni Kopalni Węgla Kamiennego „Wieczorek” na katowickim Nikiszowcu. Ekipa filmowa zabiegała dodatkowo o udostępnienie jednego ze śląskich kościołów na potrzeby kilku scen filmu. Jednak katowicki biskup Herbert Bednorz stanowczo odmówił współpracy z Kutzem, argumentując iż „polska policja nigdy nie biła demonstrantów w kościele”. W zaistniałej sytuacji sceny przemocy policjantów wobec osób zgromadzonych w kościele zrealizowano na terenie gminy ewangelickiej.
Ciężar dramaturgiczny filmu spoczywał na roli Sierszy, którego odgrywał Ślązak Franciszek Pieczka, wywodzący się z rodziny górniczej. Natomiast w roli Wichty Kutz obsadził amatorkę Łucję Kowolik, niegdysiejszą koleżankę Olgierda Łukaszewicza. Do obsady Perły w koronie dołączył również Jan Englert, odtwórca roli dowódcy powstańczego z Soli ziemi czarnej. Zarówno główni strajkujący bohaterowie, jak i statyści byli malowani czarną sadzą, aby przypominali posągi. Codziennie na planie zdjęciowym zużywano około 600 kg sadzy. W rolę statystów zaangażowano 300 żołnierzy i kadrę oficerską 15 Pułku Wojsk Obrony Wewnętrznej z Prudnika. Pieśń o „górnikach suchotnikach” Kutz napisał specjalnie na potrzeby filmu, aby aktorzy nie musieli wykonywać Międzynarodówki, która była pierwotnie śpiewana przez strajkującą obsadę kopalni Giesche.
Za zdjęcia do Perły w koronie odpowiadał Stanisław Loth. Z jego pomocą Kutz zastosował w filmie płaską inscenizację, a więc sposób fotografowania przestrzeni, który wytwarza wrażenie „wytracenia perspektywy”. Aleksander Zalewski podkreślał, że bohaterowie filmu na kolejnych planach „zlewają się ze sobą oraz z przestrzenią, w której występują w ten sposób, że wydaje się, iż stanowią jedną płaszczyznę. Dzięki temu filmowe kadry Kutza budzą skojarzenia z ikonografią” .

### Wydanie
27 stycznia 1972 roku Perła w koronie miała premierę w kinach. W lutym 2018 roku w Katowicach odbyła się premiera odrestaurowanej cyfrowo kopii Perły w koronie. Za rekonstrukcję cyfrową filmu odpowiadało Studio Filmowe „Kadr”, a jej koszty, opiewające na blisko pół miliona złotych, pokryły między innymi Polski Instytut Sztuki Filmowej oraz Ministerstwo Kultury i Dziedzictwa Narodowego.

## Odbiór
Do 15 lutego 1972 roku w samych kinach katowickich Perła w koronie zgromadziła około 150 tysięcy widzów, choć w obiegu znajdowało się tylko pięć kopii.
Film został pozytywnie przyjęty przez polskich krytyków. Zygmunt Kałużyński z czasopisma „Polityka” uznał film Kutza za arcydzieło, zwracając uwagę na nowatorski sposób przedstawiania etosu górniczego: „Film traktuje robotnika nie tylko jako »nową siłę obywatelską zgłaszającą rewindykacje«, jak go przedstawiała sztuka socjalistyczna, [...], ale wydobywa też wrażliwość zasługującą na wszystko, co miewali mieszkańcy pałaców: urok życia, promienność otoczenia, ciepło erotyzmu”. Zdaniem Kałużyńskiego Perła w koronie przewyższała artystycznie Sól ziemi czarnej. Władysław Orłowski z pisma „Dialog” cenił reżysera za szczerość przekazu: „Dla Kutza folklor śląski nie jest egzotyką ani stylizacją między innymi dlatego, że stanowi dlań kraj lat dziecinnych. To powrót dojrzałego twórcy do obyczaju, muzyki, gwary, kostiumu, gadek i klechd ludowych, które towarzyszyły jego dzieciństwu i poznawaniu świata”. Wojciech Wierzewski podkreślał na łamach „Tygodnika Kulturalnego”, że reżyser odkrywa w swych bohaterach: „nieuczoną mądrość ludzi prawych, bezinteresowność i poświęcenie w dniach walki, upór i wytrwałość w domaganiu się słusznych i należnych człowiekowi praw – wszystko to zachowuje swoje dzisiejsze brzmienie”. Ewelina Nurczyńska-Fidelska z pisma „Odgłosy” stwierdzała, że „Perła w koronie jest niewątpliwie jednym z najpiękniejszych filmów o ludzkiej solidarności, o walce człowieka z samym sobą, z naturą własną i naturą ziemi, o walce w imię najświętszych praw”.
Bardziej sceptyczny wobec Perły w koronie był Krzysztof Teodor Toeplitz, pisząc na łamach „Miesięcznika Literackiego”, iż reżyser instrumentalnie pomija perspektywę państwa polskiego: „Ani przez chwilę nie widzimy tu nikogo, kto by reprezentował centralną władzę polską ani nawet polską administrację, jeśli nie liczyć oddziałów policji otaczających strajkującą kopalnię”. Toeplitz krytykował również promowanie przez reżysera patriarchalnego modelu rodziny, ze zdumieniem zauważając, że „w rodzinie narysowanej przez Kutza nie do pomyślenia jest jakikolwiek z kłopotów trapiących dzisiejsze społeczeństwo, a więc »konflikt pokoleń« czy »konflikt płci« wynikający z dążeń emancypacyjnych kobiet”. Gracjana Miller z „Żołnierza Wolności” jako wadę Perły w koronie wskazywała sztuczność gwary śląskiej używanej przez bohaterów oraz niezręczną scenę erotyczną, jednak ceniła film za to, że „Kutz z wyczuciem potrafi scenę rozładować, a jednocześnie spotęgować wrażenie”. Rafał Marszałek z „Literatury” był odmiennego zdania na temat sceny erotycznej, podkreślając przy tym, że Perła w koronie sprawdza się jako „film o strajku, a jednocześnie opowieść miłosna. Miłość nie ta z plakatu: nie pastelowy chłopiec z błękitnooką dziewczyną, w czułym uścisku sprzymierzeni. Miłość u Kutza zawsze jest w zawieszeniu, w napięciu, w oczekiwaniu”.

## Znaczenie
Rangę filmu po latach podkreślała Maria Lipok-Bierwiaczonek w „Kwartalniku Filmowym”, twierdząc, iż reżyser przywrócił Perłą w koronie godność Ślązakom, zmuszając ich do refleksji nad własną zaniedbaną kulturą:
pokazał samym Ślązakom ich własną ziemię, pokazał fragment historii, znanej jednym lepiej, innym gorzej, uzmysłowił wartość i koloryt obyczaju. „Potrząsnął” trochę zapracowanymi i zajętymi codziennością ziomkami, skłonił do refleksji, zachęcił, żeby sami szukali dalej wokół siebie znaków swojej rodzimej kultury. Dowartościował gwarę (a dotąd naśmiewano się z niej, tępiono w szkole). Zaoferował klucz do śląskiego kodu kulturowego.
W podobnym stylu wypowiadał się Andrzej Gwóźdź, który podkreślał, że:
Kutz stworzył Śląsk na nowo, bo zobaczył to, czego inni nie dostrzegali (albo nie tak widzieli): frapujące piękno biedaszybów dających schronienie bezrobotnym, księżycowy pejzaż towarzyszący Jasiowi w drodze z kopalni do domu, urodę rytuału powitania ojca po szychcie w domu, wyłaniającą się z mroku kopalni czarną maź… Zobaczył i uczynił z tego miarę wyobraźni o tym skrawku świata zarówno dla swoich, którzy ten świat zamieszkiwali, jak i dla obcych .

## Nagrody
| Rok  | Instytucja                                    | Nagroda                               | Odbiorca           |
| ---- | --------------------------------------------- | ------------------------------------- | ------------------ |
| 1972 | Lubuskie Lato Filmowe                         | Złote Grono                           | Kazimierz Kutz     |
| 1972 | Lubuskie Lato Filmowe                         | Don Kichot                            | Kazimierz Kutz     |
| 1972 | Lubuskie Lato Filmowe                         | Nagroda za pierwszoplanową rolę męską | Franciszek Pieczka |
| 1972 | Międzynarodowy Festiwal Filmowy w Mediolanie  | Złoty Globus                          | Kazimierz Kutz     |
| 1972 | Międzynarodowy Festiwal Filmowy w Panamie     | Grand Prix                            | Kazimierz Kutz     |
| 1972 | Międzynarodowy Festiwal Filmowy w Panamie     | Nagroda za reżyserię                  | Kazimierz Kutz     |
| 1973 | Europejski Festiwal Młodego Filmu w Antwerpii | Nagroda Mediorama                     | Kazimierz Kutz     |